# Bojary (gmina Awiżenie)
Bojary (lit. Bajorai) − wieś na Litwie, w rejonie wileńskim, 3 km na wschód od Awiżenii, zamieszkana przez 137 ludzi. Przed II wojną światową w Polsce, w powiecie wileńsko-trockim województwa wileńskiego.